# Amy Knight
Amy W. Knight (née le 10 juillet 1946) est une historienne américaine de l'Union soviétique et de la Russie. Elle a été décrite par le New York Times comme « la plus grande spécialiste de l'Occident » du KGB.

## Vie et carrière
Amy Knight est née à Chicago en 1946. Elle a obtenu un baccalauréat ès arts (BA) à l'université du Michigan. Elle a ensuite obtenu un doctorat en philosophie (PhD) en politique russe à la London School of Economics and Political Science (LSE) en 1977. Elle a enseigné à la LSE, à la Paul H. Nitze School of Advanced International Studies de l'université Johns-Hopkins, à l'université George-Washington et à l'Université Carleton. Elle a également travaillé pendant dix-huit ans à la Bibliothèque du Congrès en tant que spécialiste des affaires russes et soviétiques. Knight écrit également pour The New York Review of Books, The Times Literary Supplement, The Globe and Mail et The Daily Beast.
En 1993-1994, elle est boursière au Woodrow Wilson International Center for Scholars.